# Klubina
Klubina é um município da Eslováquia, situado no distrito de Čadca, na região de Žilina. Tem 15,57 km² de área e sua população em 2018 foi estimada em 533 habitantes.

## Demografia
| Ano:        | 1994 | 2004   | 2014   | 2024   |
| ----------- | ---- | ------ | ------ | ------ |
| Broj ljudi: | 522  | 516    | 544    | 555    |
| Razlika:    |      | -1,14% | +5,42% | +2,02% |

| Ano:               | 2023 | 2024   |
| ------------------ | ---- | ------ |
| Número de pessoas: | 544  | 555    |
| Diferença:         |      | +2,02% |